# Circuito Brasileiro de Voleibol de Praia Masculino Sub-21 de 2017
O Circuito Brasileiro de Voleibol de Praia Sub-21 de 2017, também chamado de Circuito Banco do Brasil de Vôlei de Praia Sub-21, foi a décima quinta edição da principal competição nacional de Vôlei de Praia na categoria Sub-21 na variante masculina, iniciado em 9 de fevereiro de 2017.

## Resultados

### Circuito Sub-21
| Evento                                                | Ouro                             | Prata                       | Bronze                           | Quarto lugar                     |
| 1ª Etapa Maceió, Alagoas 9 a 12 de fevereiro de 2017. | Gabriel Gouveia Igor Borges      | Renato Andrew Rafael Andrew | Adelmo Gonçalves David Pedreira  | Juliano Mendes Adrielson Emanuel |
| 2ª Etapa Maringá, Paraná 8 a 11 de maio de 2017.      | Felipe Miranda Adrielson Emanuel | Gabriel Gouveia Igor Borges | Renato Andrew Rafael Andrew      | Marcos Gabriel Alysson Ribeiro   |
| 3ª Etapa Bauru, São Paulo 5 a 8 de junho de 2017.     | Raul Marcelino Matheus Filipe    | Gabriel Gouveia Igor Borges | Felipe Miranda Adrielson Emanuel | Juliano Mendes Patrick Colombo   |